# 褐鸦雀
褐鸦雀（学名：Paradoxornis unicolor）为鸦雀科鸦雀属的鸟类。分布于尼泊尔、锡金、不丹、缅甸以及中国大陆的西藏、四川、云南等地，一般生活于混交林或竹林的灌木或芦苇间。该物种的模式产地在尼泊尔北部。
其种加词unicolor意为“单色的”。

## 亚种
- 褐鸦雀瓦山亚种（学名：Paradoxornis unicolor canaster）。在中国大陆，分布于四川等地。该物种的模式产地在四川西部Yachiakun。[2]
- 褐鸦雀指名亚种（学名：Paradoxornis unicolor unicolor）。该物种的模式产地在尼泊尔北部。[3]